# Оливера Николова
Оливера Николова (на македонска литературна норма: Оливера Николова) е писателка от Северна Македония.

## Биография
Родена е през 1936 година в Скопие, тогава в Югославия. Завършва Философския факултет на Скопския университет. Работи в Македонската радио-телевизия като редактор и драматург. Член е на Дружеството на писателите на Македония от 1963 година.
Оливера Николова умира на 4 ноември 2024 г. в Скопие.